# 364264 Martymartina
364264 Martymartina este o planetă minoră (asteroid) din centura de asteroizi. A fost descoperită pe 11 octombrie 2006 la San Marcello de Giancarlo Fagioli⁠(d). 
Obiectul prezintă o orbită caracterizată de o semiaxă mare de 2,3502024637683 UAi, o excentricitate de 0,2, o înclinație de 2,2 ° în raport cu ecliptica.